# Ed Dobrotka
Edward William Dobrotka dit Ed Dobrotka, né en Ohio aux États-Unis le 15 août 1917 et mort à Parma dans le même état américain le 23 mars 1977, est un dessinateur américain de comics connu pour avoir surtout dessiné Superman.

## Biographie
Edward William Dobrotka est né dans l'état américain de l'Ohio le 15 août 1917. Dès son jeune âge il souhaite devenir un dessinateur. Il décroche donc en 1939 un diplôme en peinture murale et en illustration du Cleveland Institute of Art et la même année il produit quatorze peintures pour la Western Reserve Historical Society. Il devient l'un des premiers assistants de Joe Shuster autour du mois d'août 1941 et dessina et encra notamment pour, outre Shuster, John Sikela, Leo Nowak et Wayne Boring. Il travailla pendant les années de la Deuxième Guerre mondiale sur Superman mais aussi sur les histoires solos de Lois Lane qui parurent dans le magazine Superman. Il servit dans l'armée américaine entre 1943 et 1945 puis après il vécut à New York et, travaillant sur Superboy, encrait les histoires de Sikela. Ses dessins étaient envoyés directement à DC Comics, ils ne passaient pas par Shuster. Il dessina aussi les aventures du Captain Triumph pour la maison d'édition Quality Comics. Son plus grand accomplissement dans la bande dessinée fut sa création du super-vilain Toyman avec l'écrivain et auteur de comics Don Cameron dans le  Action Comics #64. Il meurt à Parma en Ohio le 23 mars 1977.

## Créations
Il créa avec Don Cameron le Toyman.